# Pesa Swing
PESA Swing denominato anche come 120Na, è un tram prodotto da un'azienda polacca PESA di Bydgoszcz. È un veicolo a cinque sezioni a pianale ribassato al 100% basato sul modello 120N.
La prima azienda a ordinare i tram PESA 120Na Swing è stata la Warsaw Tramway, che ha ordinato 186 unità. La consegna è iniziata nell'estate 2010 e si prevede che entro la fine del 2012 saranno già state consegnate circa 100 unità.

## Operatori
| Paese    | Città       | Operatore                                     |  | Unità acquistate   |
| -------- | ----------- | --------------------------------------------- |  | ------------------ |
| Polonia  | Bydgoszcz   | MZK Bydgoszcz                                 |  | 33                 |
| Polonia  | Danzica     | ZKM Gdańsk                                    |  | 35                 |
| Polonia  | Łódź        | MPK Łódź                                      |  | 34                 |
| Polonia  | Stettino    | Tramwaje Szczecińskie                         |  | 28                 |
| Polonia  | Toruń       | MZK Torun                                     |  | 23 su 28           |
| Polonia  | Varsavia    | Tramwaje Warszawskie                          |  | 180 + 6 Duo        |
| Bulgaria | Sofia       | Sofia Public Electrical Transport Company JSC |  | 67 (52 consegnati) |
| Ungheria | Seghedino   | SzKT                                          |  | 9                  |
| Romania  | Cluj-Napoca | CTP Cluj-Napoca                               |  | 4                  |
| Romania  | Iași        | CTP Iași                                      |  | 16                 |
| Russia   | Kaliningrad | MKP Kaliningrad-GorTrans                      |  | 1                  |